# Георгиос Папагеоргиу (офицер)
Георгиос Димитриу Папагеоргиу (на гръцки: Γεώργιος Δ. Παπαγεωργίου) е гръцки военен и политик от XX век.

## Биография
Роден е в 1894 година в мъгленското село Люмница. По време на гражданската война служи като командир на XI дивизия на III армейски корпус, на II армейски корпус и инспектор на Националната гвардия. След това е началник на Висшето военно командване на Атика и островите. 
По-късно става политик и е избран за народен представител от Кукуш от Гръцки сбор на изборите през 1951 година. Не успява да довърши мандата си поради внезапната си смърт от инфаркт на 27 ноември 1951 година. Погребане два дни по-късно с военни почести в Солун, а по-късно е препогребан в Люмница.